# Paracaedicia centrifera
Paracaedicia centrifera is een rechtvleugelig insect uit de familie sabelsprinkhanen (Tettigoniidae). De wetenschappelijke naam van deze soort is voor het eerst geldig gepubliceerd in 1902 door Bolívar.